# Cernotina spinosior
Cernotina spinosior är en nattsländeart som beskrevs av Oliver S. Flint Jr. 1991. Cernotina spinosior ingår i släktet Cernotina och familjen fångstnätnattsländor. Inga underarter finns listade i Catalogue of Life.